# Автомагістраль А106 (Франція)
Автомагістраль A106 — коротка автомагістраль, що з'єднує аеропорт Орлі з відгалуженнями A6a і A6b автомагістралі A6. Довжиною 5.5 км є безкоштовною дорогою якою керує міждепартаментська дирекція маршрутів (DIR) Іль-де-Франс.
Оголошено про будівництво було в 1941 році, здана в експлуатацію вона була лише в 1960 році.